# Lubná (district de Svitavy)
Pour les articles homonymes, voir Lubná.
Lubná (en allemand : Lubna) est une commune du district de Svitavy, dans la région de Pardubice, en Tchéquie. Sa population s'élevait à 937 habitants en 2024.

## Géographie
Lubná se trouve à 18 km à l'ouest de Svitavy, à 43 km au sud-est de Pardubice et à 133 km à l'est-sud-est de Prague.
La commune est limitée par Budislav au nord-ouest, par Poříčí u Litomyšle et Horní Újezd au nord, par Sebranice à l'est, par Polička, Široký Důl, Oldřiš et Borová au sud, et par Proseč à l'ouest.

## Histoire
La première mention écrite du village date de 1347.

## Transports
Par la route, Lubná se trouve à 9 km de Polička, à 26 km de Svitavy, à 56 km de Pardubice et à 174 km de Prague. 

## Personnalité
- Lubor Bárta (1928-1972), compositeur.